# Long An (provincie)
Long An este o provincie în Vietnam.

## Județ
- Long An
- Bến Lức
- Cần Đước
- Cần Giuộc
- Châu Thành
- Đức Hòa
- Đức Huệ
- Mộc Hóa
- Tân Hưng
- Tân Thạnh
- Vĩnh Hưng
- Tân Trụ
- Thủ Thừa
- Thạnh Hóa

1. ↑   https://www.gso.gov.vn/en/px-web/?pxid=E0201&theme=Population%20and%20Employment Lipsește sau este vid: |title= (ajutor)
2. ↑   https://mabuuchinh.vn/ Lipsește sau este vid: |title= (ajutor)
3. ↑   http://postcode.vn/ Lipsește sau este vid: |title= (ajutor)